# Малое Морозово
Мало́е Моро́зово (бел. Малое Марозава) — деревня в составе Горского сельсовета Горецкого района Могилёвской области Республики Беларусь.

## Население
- 1999 год — 23 человека
- 2010 год — 7 человек